# Hannó (fill de Magó)
Hannó va ser el pare de l'Hamílcar que va morir en la Batalla d'Himera l'any 480 aC.
Era un militar cartaginès i personatge notable de Cartago que va ostentar alts càrrecs al govern, i que Heròdot menciona.